# Мендес, Мартин
Мартин Мендес (исп. Martín Mendez, р. 6 апреля 1978 в Монтевидео — бас-гитарист шведской прогрессив-дэт-метал группы Opeth. Он также был участником нескольких других групп, включая Fifth to Infinity, Proxima и Vinterkrig.
Изначально другие участники Opeth сомневались по поводу присоединения Мартина к коллективу, поскольку опасались раскола группы на два лагеря. Но всё же Мендез был принят в группу как раз перед записью нового альбома My Arms, Your Hearse. Правда, участия в нём новый непровереный басист не принял и басовую линию пришлось записывать вокалисту и гитаристу группы Микаэлю Окерфельдту (швед. Mikael Åkerfeldt), Мартин присоединился к группе во время тура в поддержку альбома. Его первой записью с Opeth стал альбом Still Life и с тех пор он остаётся с группой.